# Flugunfall im Kraftwerk Vockerode
Der Flugunfall im Kraftwerk Vockerode ereignete sich am 22. Juli 1960. An diesem Tag verunglückte eine Iljuschin Il-14P der Luftstreitkräfte der Nationalen Volksarmee, nachdem sie mit einem Schornstein des Kraftwerks Vockerode kollidiert war. Bei dem Zwischenfall starben sieben Personen.

## Maschine
Bei der betroffenen Maschine handelte es sich um eine 1956 im VEB Flugzeugwerke Dresden gebaute Il-14P (T) mit der Werknummer 14803004, eine von 80 in der DDR in Lizenz gebauten Il-14. Die Maschine hatte am 27. Dezember 1956 ihren Erstflug mit dem fünf Tage zuvor zugewiesenen Testkennzeichen DM-ZZG absolviert, mit welchem bis zum 28. Januar 1957 zehn weitere Testflüge zur Überprüfung der technischen Komponenten durchgeführt wurden. Am 1. März 1957 wurde die Maschine mit dem Kennzeichen DM-UAB zugelassen und führte einen Kontrollflug durch. Sechs Tage später folgte der Übergabeflug, bei dem Vertreter der Nationalen Volksarmee (NVA) anwesend waren. Der Auslieferungsflug folgte am 11. März 1957; die Maschine wurde von der NVA bei der in Dessau beheimateten Transportfliegerschule (TFS) mit der taktischen Nummer 400 in Betrieb genommen.

## Insassen und Flugplan

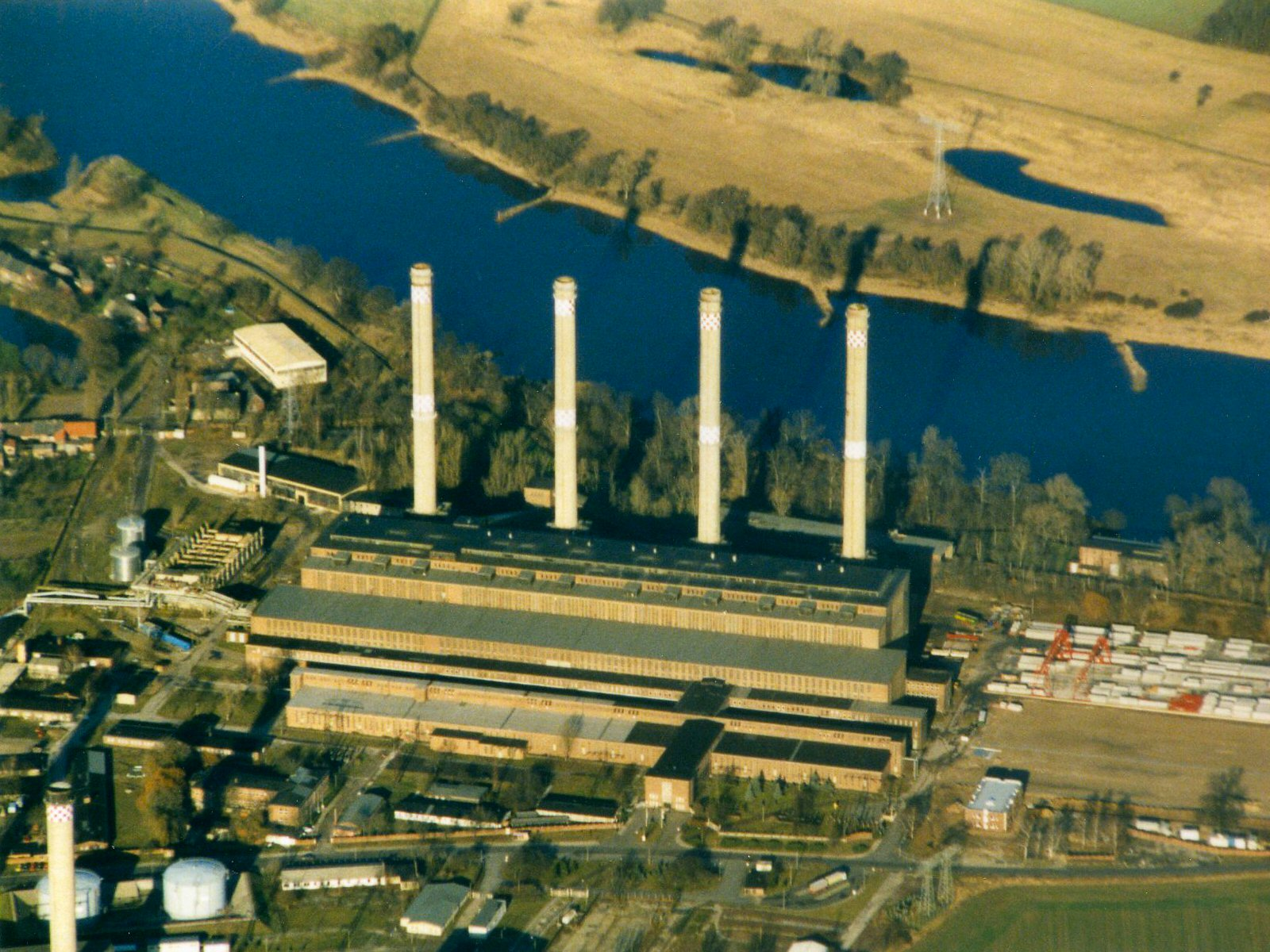
Das Kraftwerk Vockerode mit seinen vier Schornsteinen (Aufnahme von 1998)

Die Maschine startete am Flughafen Dessau zu einem Wetterbeobachtungsflug und sollte dort auch wieder landen. Es befanden sich sechs Besatzungsmitglieder an Bord.

## Unfallhergang
Die Maschine hob um 7:30 Uhr in Dessau ab. Obwohl sich die Wetterbedingungen zusehends verschlechterten, beschloss der Kapitän, den Flug nach Sichtflugregeln unterhalb der Wolkendecke durchzuführen, anstatt die Maschine im Instrumentenflug steigen zu lassen. Um 7:40 Uhr stieß die Maschine mit einem der 140 Meter hohen Schornsteine des Kraftwerks Vockerode zusammen. Dabei schlug die rechte Tragfläche gegen den Schornstein Nr. 1, während die linke infolge der plötzlichen Abbremsung der Maschine durch den Aufprall abgerissen wurde. Die Maschine fiel auf dem Kraftwerksgelände zu Boden. Alle sechs Insassen sowie ein Gerüstarbeiter des Kraftwerks am Boden kamen bei dem Zwischenfall ums Leben.

## Weiteres
Ein Flugzeugmotor der Maschine war 1999 in der Maschinenhalle des Kraftwerks ausgestellt. Der Unfall von Vockerode war der einzige mit einer von insgesamt 70 eingesetzten Il-14 in der DDR, bei dem Todesopfer zu beklagen waren. Bei vier weiteren Vorkommnissen, darunter zwei Bauchlandungen und einer Notlandung auf freiem Feld, entstand lediglich Sachschaden.